# لایسکی دوک
لایسکی دوک (به لاتین: Laysky Dok) یک منطقهٔ مسکونی در روسیه است که در استان آرخانگلسک واقع شده‌است.